# EKZ CrossTour Dielsdorf 2015
De EKZ CrossTour Dielsdorf van 2015 werd gehouden op 4 oktober in Dielsdorf. De wedstrijd maakte deel uit van de EKZ CrossTour 2015-2016. Deze editie werd gewonnen door de Fransman Clément Venturini en daarmee neemt hij de leiding in het CrossTour-klassement over van de Belg Laurens Sweeck.

## Mannen elite

### Uitslag
| Plaats  | Naam                  | Ploeg                   | Tijd    |
| ------- | --------------------- | ----------------------- | ------- |
| Winnaar | Clément Venturini     | Cofidis                 | 1u01'58 |
| 2       | Dieter Vanthourenhout | Sunweb-Napoleon Games   | + 42"   |
| 3       | Francis Mourey        | FDJ.fr                  | + 49"   |
| 4       | Marcel Wildhaber      | Scott-Odlo              | + 53"   |
| 5       | Sascha Weber          | CCT p/b Champion System | + 54"   |
| 6       | Jim Aernouts          | Sunweb-Napoleon Games   | + 1'18" |
| 7       | Steve Chainel         | Cofidis                 | + 1'24" |
| 8       | Clément Russo         | Charvieu-Chavagneux IC  | + 1'30" |
| 9       | Simon Zahner          | EKZ                     | + 1'32" |
| 10      | Fabien Doubey         | CC Étupes               | + 1'35" |
| 11      | 0                     |                         |         |
| 12      | 0                     |                         |         |
| 13      | 0                     |                         |         |
| 14      | 0                     |                         |         |
| 15      | 0                     |                         |         |

| Pos. | Punten |
| ---- | ------ |
| 1    | 80     |
| 2    | 60     |
| 3    | 40     |
| 4    | 30     |
| 5    | 25     |
| 6    | 20     |
| 7    | 17     |
| 8    | 15     |
| 9    | 12     |
| 10   | 10     |
| 11   | 8      |
| 12   | 5      |
| 13   | 4      |
| 14   | 2      |
| 15   | 1      |

 Supercross Baden · 
 Cyclocross Dielsdorf · 
 Cyclocross Hittnau · 
 Cyclocross Eschenbach · 
 Cyclocross Meilen